# Stefan Traumann
Stefan Traumann (* 22. Mai 1961 in Nordhausen) ist ein deutscher Diplomat und seit 2021 Botschafter der Bundesrepublik Deutschland in der Republik Angola mit Sitz in Luanda.

## Leben in der DDR
Traumann wurde im Jahr 1961 in Nordhausen in der damaligen DDR geboren. Er erlangte 1979 die allgemeine Hochschulreife und studierte bis 1987 Afrikanistik und Literaturwissenschaft. 1988 promovierte er an der Universität Leipzig zum Dr. phil. Er trat in das Ministerium für Auswärtige Angelegenheiten der DDR ein und war bis zum Jahr 1990 an der DDR-Botschaft in Jaunde (Kamerun) tätig.

## Laufbahn im Auswärtigen Dienst der Bundesrepublik Deutschland
Nach seiner Übernahme in den Auswärtigen Dienst der Bundesrepublik im Jahr 1991 absolvierte Traumann bis 1993 zunächst den Vorbereitungsdienst für den höheren auswärtigen Dienst an der seinerzeit noch in Bonn-Ippendorf befindlichen Aus- und Fortbildungsstätte des Auswärtigen Amtes. Anschließend war er bis 1994 im Auswärtigen Amt in Bonn tätig. Es folgte eine Entsendung an die Deutsche Botschaft Washington, D.C., wo er bis 1997 als Referent eingesetzt war.
Von 1997 bis 2000 wurde er in gleicher Funktion an der Deutschen Botschaft Seoul (Südkorea) verwendet. Es folgte bis 2003 eine Standzeit im seit 1999 bestehenden Berliner Dienstsitz des Auswärtigen Amts. Von 2003 bis 2006 war Traumann ständiger Vertreter des Generalkonsuls in Miami (Vereinigte Staaten). Sein Weg führte ihn von 2006 bis 2009 an die Deutsche Botschaft Tel Aviv (Israel). Von 2009 bis 2013 wurde er als stellvertretender Referatsleiter im Auswärtigen Amt eingesetzt.
Seine erste Leiterfunktion führte Traumann von 2013 bis 2018 als Generalkonsul nach Porto Alegre (Brasilien). Von dort aus wechselte er als Generalkonsul nach Lagos (Nigeria). Im Jahr 2021 erfolgte seine Beauftragung als außerordentlicher und bevollmächtigter Botschafter in Angola als Leiter der Deutschen Botschaft Luanda.

## Privates
Traumann ist verheiratet und hat ein Kind.